# Scoparia ganevi
Scoparia ganevi là một loài bướm đêm trong họ Crambidae.